# Bataille de Santiago
Pour l’article homonyme, voir Bataille de Santiago de Cuba.
La bataille de Santiago (en italien Battaglia di Santiago, en espagnol Batalla de Santiago) est le nom donné au match de football opposant l'équipe du Chili et l'équipe d'Italie le 2 juin 1962 au stade Nacional à Santiago lors de la coupe du monde.
Le Chili, pays organisateur, remporte ce match d'une rare violence deux buts à zéro, et se qualifie pour la suite du tournoi aux dépens de son adversaire. L'arbitre de la rencontre est l'Anglais Ken Aston qui inventera quelques années plus tard les cartons jaunes et rouges.

## Historique
Le groupe 2 de la Coupe du monde de 1962 réunit le Chili, pays organisateur, l'Allemagne (championne du monde en 1954), l'Italie (double championne du monde en 1934 et 1938) et la Suisse. Lors de la première journée, Italiens et Allemands, favoris logiques, font match nul (0-0), tandis que les Chiliens battent les Suisses (3-1). Un exploit du Chili face à l'Allemagne ou l'Italie lui est nécessaire pour espérer se qualifier pour les quarts de finale.
L'enjeu sportif de cette rencontre de la deuxième journée entre l'Italie et le Chili est exacerbé par les articles virulents de deux journalistes italiens à l'encontre du Chili, victime deux ans plus tôt d'un terrible tremblement de terre qui causa d'importants dommages. La reprise de ces écrits par des journaux chiliens oblige les deux journalistes, Antonio Ghirelli et Corrado Pizzinelli, à quitter le pays avant le match. L'arbitre anglais Ken Aston, réputé pour son autorité, est désigné pour diriger ce match difficile.

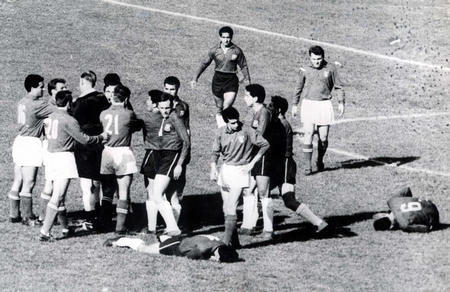
Scène du match Chili-Italie.

La première grosse faute est commise après douze secondes de jeu. Après huit minutes, l'Italien Giorgio Ferrini réplique brutalement, par un coup de pied,  à un tacle de l'attaquant chilien Honorino Landa et est expulsé par l'arbitre. Le joueur du Torino FC, qui refuse de sortir du terrain, provoque huit minutes d'interruption du match avant que des policiers chiliens ne fassent respecter la décision de l'arbitre. Dès lors, le match devient incontrôlable, les joueurs n'arrêtant pas de se provoquer et de se brutaliser dans une ambiance particulièrement hostile contre les Italiens qui jouent un jeu extrêmement rugueux, multipliant les fautes souvent violentes comme un coup de pied sur le gardien chilien. L'arbitre est régulièrement pris à partie par les joueurs entre contestations et insultes, les simulations, les provocations, etc.
En fin de première mi-temps, le Chilien Leonel Sánchez adresse un coup de poing à Mario David, alors au sol, répliquant à plusieurs coups de pied de ce joueur. Ce dernier se venge en donnant par derrière un coup de pied spectaculaire à la tête d'un joueur chilien, ce qui lui vaut d'être expulsé à son tour.
En deuxième mi-temps, malgré la réduction à neuf des Italiens, la violence du match continue. Humberto Maschio est notamment victime d'un nouveau coup de poing, non sanctionné. La police doit intervenir sur le terrain à plusieurs reprises pour séparer les deux équipes. Finalement les Chiliens Jaime Ramírez et Jorge Toro marquent dans le dernier quart d'heure et les locaux obtiennent une victoire synonyme de qualification avant même la dernière journée. Les Italiens seront quant à eux éliminés.
Quelques heures plus tard, le présentateur David Coleman introduit la diffusion en différé du match sur la BBC de la façon suivante : « Le match que vous allez regarder est la plus stupide, la plus effroyable, la plus répugnante et la plus honteuse démonstration de football ».

## Feuille de match
| Sélectionneur : |
| Fernando Riera  |

| Sélectionneur : |
| Paolo Mazza     |

| Sélectionneur : |
| Fernando Riera  |

| Sélectionneur : |
| Paolo Mazza     |